# Illuminates of Thanateros
Pour les articles homonymes, voir IOT.
Les Illuminates of Thanateros (IOT), Illuminati de Thanateros ou Illuminés de Thanatéros sont une société occulte, fondée en 1978, qui travaille sur la Magie du Chaos. Cette organisation fraternelle magique a été l'une des plus influentes dans l'occultisme moderne.

## Histoire

### Les débuts
Dans les années 1970, Ray Sherwin et Peter Carroll, deux jeunes occultistes britanniques, avec un profond intérêt pour la magie rituelle, commencèrent à publier un magazine appelé The New Equinox. En 1978, ils publièrent une annonce dans leur magazine proclamant la naissance d'un nouvel ordre magique, basé sur une hiérarchie issue de la méritocratie magique. Cet ordre comprenait des éléments de Thelema, du Zos Kia Cultus, de chamanisme, de tantrisme et de taoïsme. Ils nommèrent ce nouvel ordre Illuminates of Thanateros (IOT), en référence au dualisme des dieux de la mort (Thanatos) et de l'amour (Éros).
Carroll et Sherwin commencèrent à publier des monographies détaillant leur système de pratiques magiques, certaines publiées sous forme d'articles publiés dans The New Equinox, d'autres étant des instructions pour les membres de leur ordre. Le nouveau style de magie qu'ils introduisirent se concentrait sur les capacités pratiques et non sur la validité des systèmes mystiques, cette nouvelle magie prit comme nom Magie du Chaos. 
Carroll permit de faire connaître l'IOT parmi les occultistes du monde entier grâce à ses œuvres Liber Null et Psychonaut. Il redéfinit la direction de l'IOT en tant qu'ordre magique réel par la publication du The Magical Pact of the I.O.T. (Le Pacte Magique de l'I.O.T.), ou plus simplement The Pact (Le Pacte).
Dans les années 1990 l'IOT souffrit de divers schismes durant ce qui sera nommé les Ice Magick Wars (Guerres magiques de la Glace). Carroll publia le Liber Kaos et se retira alors de toute participation active au sein de l'IOT.

### De nos jours
Le Pacte reste actif de nos jours tandis que les diverses factions issues de l'IOT semblent ne plus l'être. Cependant, si le Pacte n'est pas le seul ordre magique opérant par la Magie du Chaos, il semble bien en être le plus actif. Le Liber Pactionis a été remplacé par Le Livre qui offre une image plus réaliste du Pacte.

## Structure
Le Pacte s'organise selon les lignes traditionnelles des ordres occultes traditionnels, avec des initiations progressives au sein de degrés qui marquent les capacités magiques de l'initié.
| 4° | Néophyte |
| 3° | Initié   |
| 2° | Adepte   |
| 1° | Mage     |

Il y a aussi diverses charges dont la plus remarquable est celle d'Insubordonné, un membre de rang inférieur qui est informé de tous les travaux des membres de l'ordre afin de les critiquer et de les ridiculiser. 
Il n'existe aucun droit d'initiation ou de capitation. 
Le Pacte est constitué principalement par des Temples semi-autonomes qui sont fédérés en Sections géographiques, par exemple Autriche, Grande-Bretagne, États-Unis, Allemagne, Brésil, etc.
Les membres se voient obligés de garder le silence sur la participation des autres membres ainsi que sur les activités de l'IOT. 
Dans les membres connus de l'IOT on peut citer William S. Burroughs, Timothy Leary. 

## Relation avec la sous-culture occulte
Au contraire de groupes tels l'OTO ou d'autres surgeons de l'Ordre hermétique de l'Aube dorée, Le Pacte est une confédération informelle de pratiquants de la Magie du Chaos, plutôt qu'une entité légale ou qu'une association sans buts lucratifs. Il a été décrit par Phil Hine comme un « ordre pour les magiciens du Chaos 'sérieux' de la même manière que l'OTO existe pour les thélémites 'sérieux' ».
Tandis que la majorité des activités de l'IOT reste invisible, l'ordre organise des séminaires publics annuels. La plupart des magiciens du Chaos connus y furent des intervenants ces dernières années (dont Ramsey Dukes, Jaq D. Hawkins, Dave Lee). Certains groupes locaux offrent même des cours aux non-membres.